# 大篠村
大篠村（おおしのむら）は、高知県長岡郡にあった村。現在の南国市中心部に南接する区域にあたる。

## 地理
- 山岳：吾岡山

## 歴史
- 1889年（明治22年）4月1日 - 町村制の施行により、大埇村・篠原村・明見村の区域をもって発足。
- 1956年（昭和31年）9月30日 - 三和村・稲生村・十市村・香美郡日章村・前浜村と合併して長岡郡香長村が発足。同日大篠村廃止。

## 交通

### 鉄道路線
- 土佐電気鉄道
  - 安芸線：後免町駅
  - 後免線：住吉通停留場 - 篠原停留場

現在は旧村域に後免線東工業前停留場（1942年まで同地に稲吉通停留場が存在）および土佐くろしお鉄道ごめん・なはり線後免町駅が所在するが、当時は未開業。

### 道路
- 国道194号（現・国道55号）

## 出身著名人
- 関田可通（自由民権運動家・貴族院多額納税者議員）